# Halwell
Halwell – wieś w Anglii, w hrabstwie Devon, w dystrykcie South Hams, w civil parish Halwell and Moreleigh. Halwell jest wspomniana w Domesday Book (1086) jako Hagewile/Hagowila